# Ștefan Târnovanu
Ștefan Târnovanu (Iași, 9 maggio 2000) è un calciatore rumeno, portiere dell'FCSB e della nazionale rumena.

## Biografia
Nel settembre 2018, secondo i media, Târnovanu è stato temporaneamente espulso dalla nazionale rumena Under-19, dopo aver effettuato acquisti online con la carta di credito del suo compagno di stanza. Il portiere ha replicato dicendo che è stato un malinteso e che lui e Andrei Cristea-David sono amici.

## Carriera

### Club

#### Iași e prestiti
Cresciuto nel settore giovanile del CSM Politehnica Iași, nel gennaio 2017 viene ceduto in prestito allo Știința Miroslava, con cui ha esordito il 31 marzo successivo, all'età di 17 anni, nell'incontro perso per 0-1 contro l'Hermannstadt in Liga II. Rientrato dal prestito, riesce ad esordire in prima squadra il 30 novembre, in occasione dell'incontro di Liga I pareggiato per 1-1 contro lo Sepsi.
Nel febbraio 2019 viene nuovamente ceduto in prestito, questa volta allo Sportul Snagov, sempre in seconda divisione, fino al termine della stagione 2018-2019.

#### FCSB
Il 29 settembre 2019 viene acquistato dall'FCSB, tuttavia, rimane a giocare allo Iași fino al termine della stagione. Nelle casse del club sono stati versati 200.000€ e ha anche mantenuto il 15% di interessi di plusvalenza in caso di trasferimento.
Fa il suo esordio con gli Roș-albaștrii il 19 maggio 2021, nella sconfitta per 0-1 contro l'U Craiova. Il 20 dicembre successivo, ha mantenuto la porta inviolata nel pareggio contro lo Sepsi, venendo premiato tra i migliori giocatori della partita da parte del quotidiano Gazeta Sporturilor.
A seguito delle pessime prestazioni di Andrei Vlad, nel marzo 2022 viene promosso come primo portiere della squadra.

### Nazionale
Nel giugno 2021, viene convocato dal CT della nazionale rumena olimpica, Mirel Rădoi, per le Olimpiadi 2020, dove però non ha giocato alcun incontro.
Il 24 maggio 2022 viene convocato per la prima volta dalla nazionale maggiore rumena da parte del CT Edward Iordănescu, per gli incontri di UEFA Nations League contro Montenegro, Bosnia ed Erzegovina e Finlandia. Esordisce con la massima selezione rumena il 20 novembre seguente nell'amichevole vinta 0-5 in casa della Moldavia.

## Statistiche

### Presenze e reti nei club
Statistiche aggiornate al 27 ottobre 2024.
| Stagione                   | Squadra                    | Campionato                 | Campionato | Campionato | Coppe nazionali | Coppe nazionali | Coppe nazionali | Coppe continentali | Coppe continentali | Coppe continentali | Altre coppe | Altre coppe | Altre coppe | Totale | Totale |
| Stagione                   | Squadra                    | Comp                       | Pres       | Reti       | Comp            | Pres            | Reti            | Comp               | Pres               | Reti               | Comp        | Pres        | Reti        | Pres   | Reti   |
| -------------------------- | -------------------------- | -------------------------- | ---------- | ---------- | --------------- | --------------- | --------------- | ------------------ | ------------------ | ------------------ | ----------- | ----------- | ----------- | ------ | ------ |
| gen.-giu. 2018             | Știința Miroslava          | L2                         | 4          | -5         | CR              | -               | -               |                    | -                  | -                  |             | -           | -           | 4      | -5     |
| 2018-feb. 2019             | FC Politehnica Iași        | L1                         | 2          | -3         | CR              | 0               | 0               |                    | -                  | -                  |             | -           | -           | 2      | -3     |
| feb.-giu. 2019             | Sportul Snagov             | L2                         | 4          | -5         | CR              | -               | -               |                    | -                  | -                  |             | -           | -           | 4      | -5     |
| 2019-2020                  | FC Politehnica Iași        | L1                         | 12+1       | -24 + -1   | CR              | 1               | 0               |                    | -                  | -                  |             | -           | -           | 14     | -25    |
| Totale FC Politehnica Iași | Totale FC Politehnica Iași | Totale FC Politehnica Iași | 15         | -28        |                 | 1               | 0               |                    | -                  | -                  |             | -           | -           | 16     | -28    |
| 2020-2021                  | FCSB                       | L1                         | 0+2        | -3         | CR              | 0               | 0               | UEL                | 0                  | 0                  | -           | -           | -           | 2      | -3     |
| 2021-2022                  | FCSB                       | L1                         | 3+10       | 0 + -7     | CR              | 0               | 0               | UECL               | 0                  | 0                  | -           | -           | -           | 13     | -7     |
| 2022-2023                  | FCSB                       | L1                         | 27+10      | -34 + -15  | CR              | 0               | 0               | UECL               | 12                 | -24                | -           | -           | -           | 49     | -73    |
| 2023-2024                  | FCSB                       | L1                         | 30+9       | -28 + -9   | CR              | 0               | 0               | UECL               | 4                  | -4                 | -           | -           | -           | 43     | -41    |
| 2024-2025                  | FCSB                       | L1                         | 12         | -13        | CR              | 0               | 0               | UCL+UEL            | 5+5                | -6 + -6            | SR          | 0           | 0           | 22     | -25    |
| 2025-2026                  | FCSB                       | L1                         | -          | -          | CR              | -               | -               | UCL+UEL            | 4+0                | -6+0               | SR          | 1           | -1          | -      | -      |
| Totale FCSB                | Totale FCSB                | Totale FCSB                | 103        | -109       |                 | 0               | 0               |                    | 26                 | -40                |             | 0           | 0           | 129    | -149   |
| Totale carriera            | Totale carriera            | Totale carriera            | 126        | -147       |                 | 1               | 0               |                    | 26                 | -40                |             | 0           | 0           | 153    | -187   |

### Cronologia presenze e reti in nazionale
| Cronologia completa delle presenze e delle reti in nazionale ― Romania | Cronologia completa delle presenze e delle reti in nazionale ― Romania | Cronologia completa delle presenze e delle reti in nazionale ― Romania | Cronologia completa delle presenze e delle reti in nazionale ― Romania | Cronologia completa delle presenze e delle reti in nazionale ― Romania | Cronologia completa delle presenze e delle reti in nazionale ― Romania | Cronologia completa delle presenze e delle reti in nazionale ― Romania | Cronologia completa delle presenze e delle reti in nazionale ― Romania |
| Data                                                                   | Città                                                                  | In casa                                                                | Risultato                                                              | Ospiti                                                                 | Competizione                                                           | Reti                                                                   | Note                                                                   |
| ---------------------------------------------------------------------- | ---------------------------------------------------------------------- | ---------------------------------------------------------------------- | ---------------------------------------------------------------------- | ---------------------------------------------------------------------- | ---------------------------------------------------------------------- | ---------------------------------------------------------------------- | ---------------------------------------------------------------------- |
| 20-11-2022                                                             | Chisinau                                                               | Moldavia                                                               | 0 – 5                                                                  | Romania                                                                | Amichevole                                                             | -                                                                      |                                                                        |
| 9-9-2024                                                               | Bucarest                                                               | Romania                                                                | 3 – 1                                                                  | Lituania                                                               | UEFA Nations League 2024-2025 - 1º turno                               | -1                                                                     | 77’                                                                    |
| 18-11-2024                                                             | Bucarest                                                               | Romania                                                                | 4 – 1                                                                  | Cipro                                                                  | UEFA Nations League 2024-2025 - 1º turno                               | -                                                                      | 67’                                                                    |
| Totale                                                                 |                                                                        | Presenze                                                               | 3                                                                      |                                                                        | Reti                                                                   | -1                                                                     |                                                                        |

## Palmarès

### Club

#### Competizioni nazionali
- Campionato rumeno: 2

FCSB: 2023-2024, 2024-2025
- Supercoppa di Romania: 2

FCSB: 2024, 2025